# قرار مجلس الأمن التابع للأمم المتحدة رقم 1479
قرار مجلس الأمن التابع للأمم المتحدة رقم 1479، المتخذ بالإجماع في 13 أيار / مايو 2003، بعد إعادة التأكيد على القرار 1464 (2003) بشأن الحالة في كوت ديفوار (ساحل العاج) والقرارين 1460 (2003) و1467 (2003)، أنشأ المجلس بعثة الأمم المتحدة في كوت ديفوار بعد تحديد الوضع في البلاد على أنه تهديد للسلم والأمن الدوليين في المنطقة.

## القرار

### أعمال
أعيد تأكيد دور الممثل الخاص للأمين العام في قيادة منظومة الأمم المتحدة في كوت ديفوار، وستُنشأ بعثة الأمم المتحدة في كوت ديفوار لفترة أولية مدتها ستة أشهر لتيسير تنفيذ اتفاق ليناس - ماركوسي؛ استكمال عمليات القوات الاقتصادية لدول غرب أفريقيا والقوات الفرنسية  كما تمت الموافقة على عدد قليل من موظفي الدعم من أجل: تقديم المساعدة إلى الممثل الخاص في المسائل العسكرية؛ مراقبة الوضع العسكري ووضع اللاجئين والتنسيق مع الجماعة الاقتصادية لدول غرب أفريقيا والقوات الفرنسية والقوات المسلحة الوطنية لكوت ديفوار. سيتألف عنصر الاتصال العسكري في البداية من 26 ضابطا وسيولى اهتمام خاص لحقوق الإنسان، ولا سيما فيما يتعلق بالنساء والأطفال وفقا للقرار 1325 (2000).
ودُعيت جميع الأطراف الإيفوارية إلى التنفيذ الكامل لاتفاق ليناس - ماركوسي وأهمية السماح لحكومة المصالحة الوطنية بممارسة ولايتها خلال الفترة الانتقالية. ويلزم تقديم المسؤولين عن انتهاكات حقوق الإنسان والقانون الإنساني الدولي إلى العدالة، وشدد المجلس على أهمية التبكير بإجراءات نزع السلاح والتسريح وإعادة الإدماج. علاوة على ذلك، طُلب من الأطراف الإيفوارية التعاون مع بعثة الأمم المتحدة في كوت ديفوار طوال مدة تفويضها وضمان سلامة وحرية تنقل أفرادها، بينما كان على قوات الجماعة الاقتصادية لدول غرب أفريقيا والقوات الفرنسية تقديم تقارير دورية عن تنفيذ ولاياتها.
ورحب القرار باتفاق وقف إطلاق النار بين القوات المسلحة الوطنية لكوت ديفوار والقوات الجديدة. طُلب من جميع الدول في المنطقة دعم عملية السلام في كوت ديفوار والامتناع عن الأعمال التي من شأنها تقويض أمن واستقرار البلاد، بما في ذلك حركة الجماعات المسلحة والأسلحة عبر حدودها. وحث الأطراف الإيفوارية على الامتناع عن تجنيد المرتزقة والوحدات العسكرية الأجنبية والجنود الأطفال.
واختتم القرار 1479 بالحث على تقديم الدعم اللوجستي والمالي لقوة المجموعة الاقتصادية لدول غرب أفريقيا، وحث الأمين العام كوفي عنان على تقديم تقرير كل ثلاثة أشهر عن تنفيذ القرار الحالي.

## روابط خارجية
- نص القرار في undocs.org
- موقع MINUCI